# 디그
디그(Digg)는 2004년 12월 만들어진 소셜 북마크, 블로그를 섞은 듯한 웹사이트로, 특정 편집자가 편집하는 것이 아닌 누구나 참여할 수 있는 커뮤니티 기반의 웹사이트이다. 주로 기술, 과학, 게임 등에 관한 사실을 공유한다.
방문자는 과학, 게임 등의 여러 분류 중에서 보고 싶은 주제의 분류를 선택한 후, 'digg/All/Upcoming' 섹션 중에서 하나를 선택해 해당 분류 안에서 가장 사용자들이 많이 digg한 기사, 전체, 아니면 최근에 다른 사용자들이 쓴 기사들을 골라 볼 수 있다.
메인 페이지에는 사용자 평가 시스템을 통해 많은 사용자들이 'digg it'을 한 기사들이 올라온다. 아니면 많은 사용자들로부터 적합하지 못하다는 글이라는 평가를 받을 경우, 'digg all' 지역으로 이동되거나 곧 삭제된다. 이러한 방식들은 기존의 뉴스 웹사이트와 많이 다르다는 점이 digg의 특징이다.
글들은 다른 웹사이트의 링크와 그 사이트의 링크에 관해서 사용자가 알아서 제목, 내용을 요약해서 적어야 한다. 모든 사이트의 내용을 자유롭게 볼 수 있지만, 글을 쓰거나, 아니면 글을 "digging"하거나 댓글을 달기 위해서는 회원으로 등록해야 한다.

## 같이 보기
- 웹 2.0